# Claudio Kammerknecht
Claudio Matthias Kammerknecht (* 7. Juli 1999 in Emmendingen) ist ein deutsch-sri-lankischer Fußballspieler. Der Verteidiger spielt seit 2022 bei Dynamo Dresden und ist sri-lankischer Nationalspieler.

## Hintergrund
Kammerknecht wurde in Emmendingen geboren und wuchs im südbadischen Sexau auf. Seine Mutter kommt aus Sri Lanka, wo auch ein Teil seiner Familie lebt, sein Vater ist Deutscher. Kammerknecht und seine Schwester wuchsen zweisprachig auf und sprechen daher fließend Singhalesisch. Er war zunächst nur deutscher Staatsangehöriger, besitzt aber heute auch die sri-lankische Staatsbürgerschaft.

## Karriere

### Verein
Kammerknecht begann seine Karriere in seiner Heimatstadt in der Jugend des FC Sexau, bevor er 2011 in die Nachwuchsabteilung des SC Freiburg wechselte. In der Saison 2015/16 war er dort Mannschaftskapitän der U17 und spielte regelmäßig in der südbadischen Regionalauswahl. Mit der U19 der Breisgauer gewann er 2018 den DFB-Pokal der Junioren. Im Sommer 2018 rückte Kammerknecht in die zweite Mannschaft des Vereins in der Regionalliga Südwest auf, wo er jedoch erst ab der darauffolgenden Saison 2019/20 regelmäßig zum Einsatz kam. Am Ende der Saison 2020/21 erreichte er mit der Mannschaft den Aufstieg in die Dritte Liga, wo er in der anschließenden Spielzeit daraufhin sein Profiliga-Debüt feiern konnte.
Nach elf Jahren im Verein verließ Kammerknecht die Freiburger im Sommer 2022 und schloss sich dem Zweitliga-Absteiger und künftigen Ligakonkurrenten Dynamo Dresden an, bei dem er einen Vierjahresvertrag unterzeichnete. Dort konnte sich der Verteidiger als Stammspieler durchsetzen. In seinem dritten Jahr erreichte er mit der Mannschaft 2025 als Tabellen-Zweiter den Aufstieg in die 2. Bundesliga.

### Nationalmannschaft
Im September 2022 wurde er erstmals für einen Lehrgang in den Kader der Nationalmannschaft von Sri Lanka berufen. Am 22. März 2024 debütierte er für Sri Lanka im Spiel gegen die Nationalmannschaft von Papua-Neuguinea.

### Erfolge
- Aufstieg in die 2. Bundesliga: 2025
- Aufstieg in die Dritte Liga: 2021
- Meister der Regionalliga Südwest: 2021
- DFB-Pokal der Junioren: 2018